# Gérard Chabanon
Gérard Chabanon MAfr (* 5. März 1948 in Vals-près-le-Puy, Département Haute-Loire, Frankreich) ist ein römisch-katholischer Ordensgeistlicher. Er war von 2004 bis 2010 Generaloberer der Weißen Väter.

## Leben
Gérard Chabanon trat der Ordensgemeinschaft der Weißen Väter (MAfr) bei und absolvierte 1970/71 sein Noviziat im schweizerischen Fribourg. Er studierte Theologie in Totteridge bei London, wo er am 17. April 1976 seinen Missionseid ablegte. Am 27. Juni 1976 empfing er in Le Puy die Priesterweihe und war bis 1996 als Missionar in verschiedenen Ämtern in Tansania tätig.
1981 absolvierte er ein Aufbaustudium in „Social Development“ an der kanadischen Saint Francis Xavier University und lehrte an der Ordensschule St. Edward’s in  Totteridge, London. 1998 wurde er zum Provinzial in Frankreich berufen.
2004 wurde er Nachfolger von François Richard als Generaloberer der Weißen Väter. Das Generalkapitel der „Gesellschaft der Missionare von Afrika“ wählte Richard Baawobr am 31. Mai 2010 in Rom zu seinem Nachfolger.
Er war bis 2010 Kanzler des Päpstlichen Instituts für Arabische und Islamische Studien (PISAI) in Rom.